# Votadins
Els votadins (llatí Votadini) eren un poble celta que habitava el sud-est d'Escòcia.
Al nord, el seu territori començava en l'actual Edimburg i el fiord de Forth, mentre que pel sud van arribar fins a la regió de Northumberland. Els seus veïns eren els selgoves en el nord-est i els nombrosos brigants al sud. Respecte al seu nom, hi ha una cita de Claudi Ptolemeu en la seva obra Geografía i en el seu mapa de Britànnia on es refereix a ells com els otadins i els ubica a la província de Valèntia, actualment repartida entre Northumberland, Haddington, Berwick i Roxburgh. Les seves ciutats principals foren Curia i Bremenium.

## Història
Igual com els brigants, els votadins eren una confederació de diversos pobles que vivien en turons fortificats amb murs de gran gruix. Es coneixen almenys tres d'aquests fortins en el seu territori: Yeavering Bell, Eildon Seat i Traprain Law, que va ser la seva capital fins que es va traslladar a Din Eidyn, (Edimburg). Hi ha evidències que demostren que Traprain Law ja estava habitat el 1000 aC.
Les fronteres que els separaven dels brigants van anar canviant al llarg del temps a causa de les constants guerres entre els dos pobles, però també degut a les diferents aliances, disputes i vincles familiars entre els diversos pobles que formaven ambdues confederacions.
Entre el 138 i el 162, el seu territori fou ocupat pels romans, quan aquests van avançar des del mur d'Adrià fins a la nova frontera marcada pel mur d'Antoní.
Els votadins passaren a ser governats pels ocupants fins que aquests es retiraren de nou al mur d'Adrià i els britans recuperaren la seva independència, si bé van mantenir la seva condició d'amics de Roma, constituint a tots els efectes un estat de contenció davant les incursions de les tribus bàrbares del nord.
Els historiadors han donat el mom d'Antic Nord (Hen Ogledd) a la regió situada entre el nord d'Anglaterra i el sud d'Escòcia, que va estar principalment habitada pels votadins. Després de la definitiva retirada romana de Britànnia en el segle v, el darrer dels Dux Brittanniarum, Coel Hen o Coel el Protector, va poder crear i mantenir un regne durant els anys que van seguir, si bé a la seva mort el regne es va tornar a dividir gradualment en les seves tribus ancestrals.
Malgrat tot, al voltant del 470 la major part del territori dels votadins es va reorganitzar sota un nou regne, Gododdin, mentre que al sud naixia el regne de Bernícia. El llegendari líder Cunedda, fundador de la casa reial de Gwynedd, es creu que era en realitat un capitost de Gododdin.
Ambdós regnes acabaren sotmesos pels angles. El poema Y Gododdin narra la lluita dels britans contra aquests invasors.

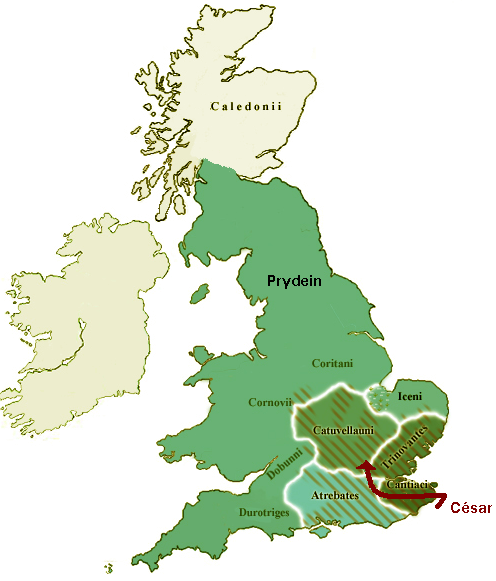
Britànnia el 54 aC, invasió de Cèsar
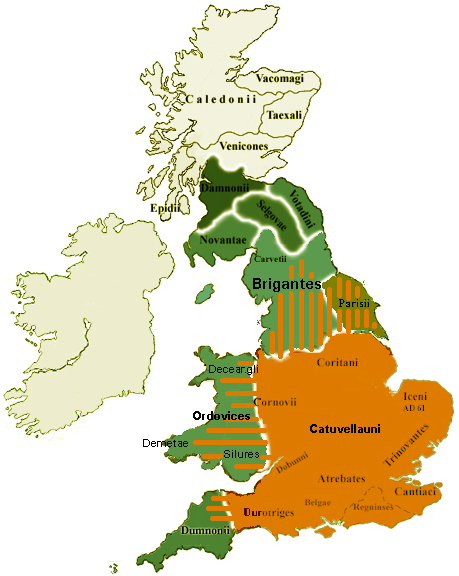
Britànnia, segona invasió romana
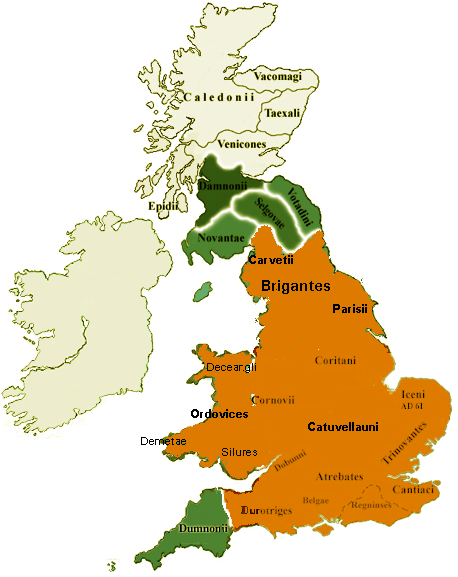
Britànnia, 79
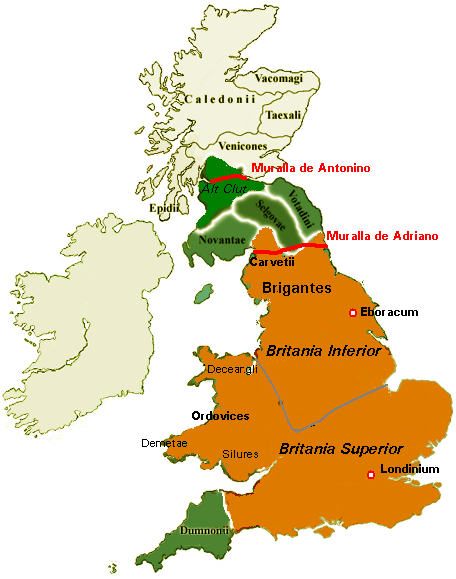
Britànnia, segle II
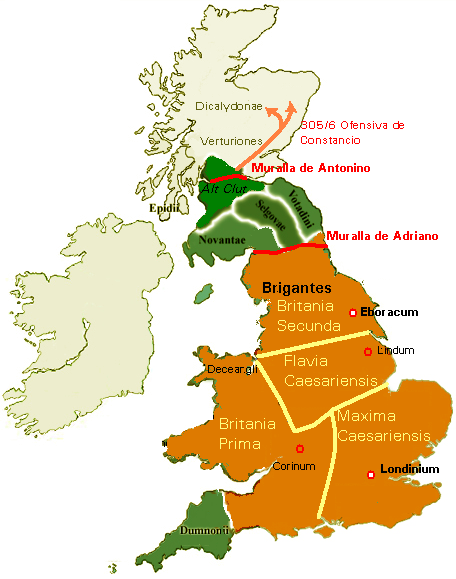
Britànnia, reorganització de Constanci